# Діак

Позначення діака

Діак, симетричний диністор (англ. DIAC — DIode for Alternating Current) — різновид тиристора, двонаправлений напівпровідниковий тригерний елемент, що складається з двох з'єднаних зустрічно-паралельно диністорів. Діак переходить зі стану блокування у стан провідності зазвичай при напрузі близько 30 В (залежно від моделі, але ця напруга не перевищує декількох сотень вольт), а типове значення прямого струму не перевищує декількох десятків ампер. Зазвичай вони використовуються в системах запуску симісторів.

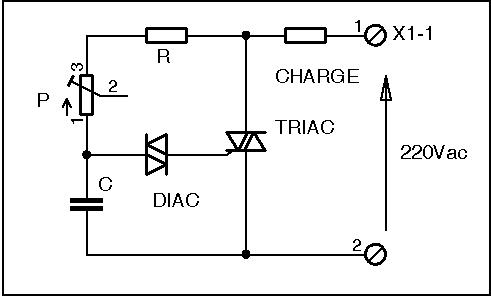
Типове використання діака в системі запуску симістора